# Antonio Rossellino
Pour les articles homonymes, voir Gambarelli.
Antonio Gamberelli (Settignano, 1427 - Florence, 1479), surnommé Antonio Rossellino, en raison de la couleur de ses cheveux, est un sculpteur florentin. Son grand frère, de qui il reçoit son éducation artistique, est le sculpteur et architecte Bernardo Rossellino.
Antonio est le cadet de cinq frères, tous sculpteurs ou tailleurs de pierre.

## Biographie
Au-delà d'un style plus raffiné que celui de son frère Bernardo, Antonio Rossellino est influencé par Lorenzo Ghiberti, Donatello, Michelozzo et Luca della Robbia, et par ses échanges avec son contemporain Desiderio da Settignano.
Ses œuvres les plus importantes sont l'arche du beato Marcolino pour l'église de l'Ordre des Prêcheurs à Forlì (1458) et, à Florence,  le monument du cardinal Jacopo du Portugal, dans la basilique San Miniato al Monte (1461-1467), le tombeau de Neri Capponi dans l'église Santo Spirito.
Entretemps, en 1464, à la mort de son frère, il a repris l'atelier familial.
En 1473, il est à Prato, pour la chaire du Duomo. À Ferrare, il exécute le Monumento Roverella dans l'église San Giorgio.
Entre 1475 et 1490, il réalise à Naples, la Tomba di Maria d'Aragona et la Natività, toutes les deux dans la chapelle Piccolomini à Sant'Anna dei Lombardi.
Il est remarqué  pour ses céramiques en bas-relief bicolores, blanches et bleues, inspirées du style des Della Robbia.

## Œuvres
- Buste de  Francesco Sassetti
- Buste  de Giovanni Chellini, au Victoria and Albert Museum de Londres (1456)
- Buste de Matteo Palmieri, au musée national du Bargello (1468)
- Autel  San Sebastiano à la collégiale d'Empoli
- Monument à Marie d'Aragon, duchesse d'Amalfi, à l'église  Monte Oliveto de  Naples